# Трст (Виченца)
Трст (итал. Trieste) је насеље у Италији у округу Виченца, региону Венето.
Према процени из 2011. у насељу је живело 112 становника. Насеље се налази на надморској висини од 39 м.